# Montségur

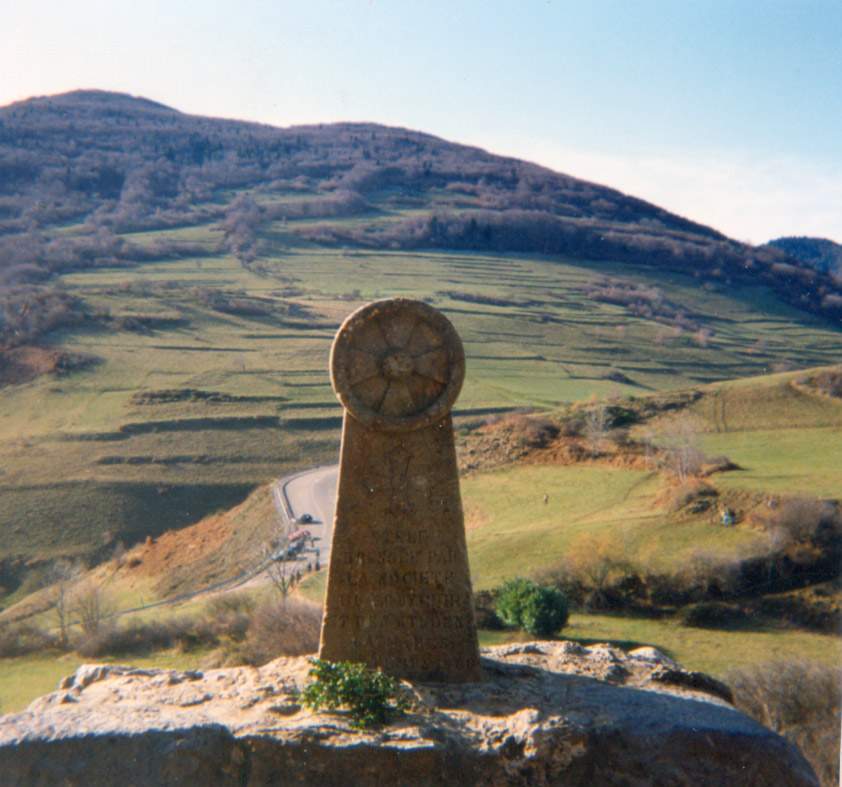

Montségur är en by och kommun i grevskapet Ariège, Frankrike. Byn är känd för sin befästning, som var katarernas sista fäste.

## I populär kultur
Montségur är också titeln på en låt av heavy metal-bandet Iron Maiden, och finns med på albumet Dance of Death.

## Befolkningsutveckling
Antalet invånare i kommunen Montségur
| Referens: INSEE |